# Camellia fangchengensis
Camellia fangchengensis là một loài thực vật có hoa trong họ Theaceae. Loài này được S.Ye Liang & Y.C. Zhong mô tả khoa học đầu tiên năm 1981.